# Aranciata
L'aranciata è una bevanda soft drink a base di succo d'arancia, acqua, anidride carbonica e spesso zucchero.
Per essere definita tale, secondo la legislazione italiana, deve contenere almeno il 20% di succo d'arancia la percentuale è stata innalzata nel 2018: prima il minimo di legge era 12%.  Per questo la maggioranza delle bevande commerciali di lunga storia che hanno mantenuto la precedente formulazione con il 12% o il 16% di succo d'arancia vengono ora commercializzate con il solo nome commerciale.

## Storia
Nel 1932 il commendatore Ezio Granelli, allora proprietario della Sanpellegrino S.p.A., azienda già da tempo produttrice dell'acqua S. Pellegrino, presenta l'Aranciata Sanpellegrino alla Fiera Campionaria a Milano. Una trovata che ha subito un successo incredibile, cambiando il destino dell'azienda di San Pellegrino Terme tanto che la clavetta, ovvero la bottiglietta, nata nel 1932 è diventata un'icona e un simbolo del made in Italy, grazie a forma e grafica che ricordano la buccia e la forma dell'arancia.
Durante la seconda guerra mondiale la divisione tedesca della Coca Cola si ritrovò isolata e impossibilitata a continuarne la produzione. Per non chiudere lo stabilimento il principale imbottigliatore di Coca Cola in Germania decise di produrre una bibita simile con quello che era disponibile e pertanto si doveva usare la fantasia, da qui il nome Fanta, mettendo sul mercato un prodotto che di volta in volta, modificandone la composizione, aveva gusti diversi; esso rimase in produzione fino alle fine della guerra. Un imbottigliatore italiano della Coca-Cola studiò una bevanda al gusto di arancia con una sua amica produttrice di agrumi. La nuova bibita venne chiamata Fanta Orange. Nel 1960 la Coca Cola acquisì il marchio Fanta e la produzione della Fanta Orange.